# Historia LGBT en Yugoslavia

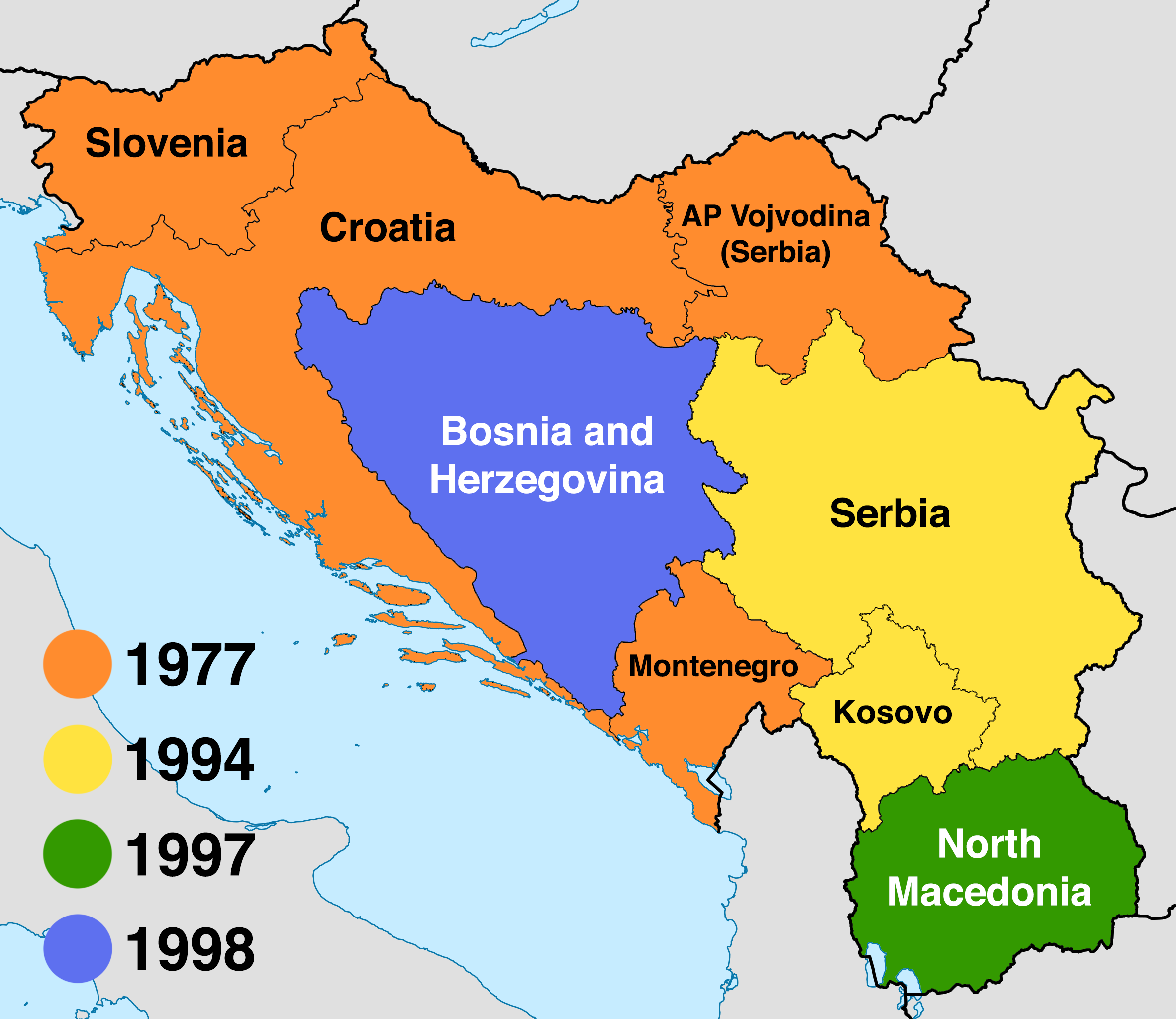
Mapa que ilustra la despenalización de la homosexualidad en los diferentes estados de Yugoslavia (proceso iniciado en 1977 y concluido en 1998).

La homosexualidad en Yugoslavia fue despenalizada por primera vez en las Repúblicas Socialistas de Croacia, Eslovenia, Montenegro y la Provincia Autónoma Socialista de Voivodina en 1977. En otras regiones, la legislación anti-LGBT fue, en diversos grados, progresivamente no implementada. La ciudad capital de Belgrado, junto con Zagreb y Liubliana, se convirtieron en algunos de los primeros lugares de un movimiento LGBT organizado en los Balcanes.
Tras la violenta disolución de Yugoslavia, algunos autores analizaron la cooperación y las redes regionales en la antigua Yugoslavia como una forma de rechazo consciente del nacionalismo que representaba características importantes del activismo LGBTQ contemporáneo en el sudeste de Europa.

## Reino de Yugoslavia
En 1937, el diario Politika, con sede en Belgrado, publicó noticias sobre un joven de Serbia Central que llegó a Belgrado con sus hermanos para cambiar de género.

## Segunda Guerra Mundial

### Estado Independiente de Croacia
En el Estado Independiente de Croacia (NDH), un gobierno títere de la Alemania nazi, los homosexuales fueron perseguidos y enviados a campos de concentración como el de Jasenovac, independientemente de sus nacionalidades u orientaciones ideológicas. Se ha investigado muy poco sobre las experiencias de los homosexuales durante la Segunda Guerra Mundial en Yugoslavia. El autor croata Ilija Jakovljević dio una pequeña idea en su texto Konclogor na Savi (en castellano, Campo de concentración en Sava), en el que mencionó que en la prisión de la plaza N16 de Zagreb conoció a un "amante del cuerpo masculino", refiriéndose únicamente a la identidad del hombre y no a si estaba encarcelado por su orientación sexual.

### Guerra de Liberación Nacional 1941-1945
Hay dos relatos sobre partisanos yugoslavos homosexuales durante la Segunda Guerra Mundial en Yugoslavia. Una conocida sentencia de muerte fue emitida por un destacamento croata del Ejército de Liberación Nacional contra el comandante de la red de comunicación de los partisanos croatas, Josip Mardešić, después de que se descubriera que había tenido aventuras con sus subordinados masculinos. El otro relato lo dio Milovan Dilas en sus memorias de guerra, donde narró una historia de Sandžak en la que "un musulmán, buen soldado y comunista celoso" fue expuesto como homosexual por otros soldados ante el secretario regional, Rifat Burdžović. El Secretario Regional preguntó a Djilas si debía "ejecutar [el] engendro", mientras Djilas seguía dudando, admitiendo que, en ese momento, no conocía la práctica del Partido Comunista de Yugoslavia (KPJ) ni nada de lo que decía Marx y Lenin al respecto. Al final, concluyó que “de tales vicios sufren los proletarios, y no sólo los burgueses decadentes”, pero que no puede tener funciones ni ser militante del partido. Dilas dijo que no se enteró hasta más tarde de que "ese homosexual, que en apariencia era pura virilidad, era muy valiente y cayó valerosamente en la batalla".

## Yugoslavia socialista

### Persecución durante la posguerra
En el período de posguerra, hubo más ejemplos de persecución y trato inhumano de personas homosexuales. Uno de los casos tuvo lugar en 1952 en Dubrovnik, donde miembros del Partido Comunista arrestaron a homosexuales, les pusieron bolsas en la cabeza con inscripciones peyorativas y los pasearon por la ciudad. Cuando se formó la República Federativa Socialista de Yugoslavia, adoptó el Código Penal yugoslavo de 1929, una ley anterior del Reino de Yugoslavia que prohibía la "lascivia contra el orden de la naturaleza" (relaciones sexuales anales). En 1959, la homosexualidad masculina fue penada oficialmente en Yugoslavia con un año de prisión. Alrededor de quinientos hombres homosexuales fueron encarcelados entre 1951 y 1977, aproximadamente la mitad de los cuales fueron puestos en libertad condicional y otros cumplieron sentencias más cortas. A modo de comparación, muchos países de Europa Occidental (como Alemania Occidental, Reino Unido e Italia) condenaron a varias decenas de miles de homosexuales durante el mismo período.

### Liberalización en la década de 1970
En la década de 1970, tras la revolución sexual en gran parte de Europa Occidental, la esfera legal y social de Yugoslavia comenzó a liberalizarse hacia los derechos LGBT. En 1973, la Cámara Médica de Croacia eliminó la homosexualidad de la lista de trastornos mentales. En 1974, Ljubo Bavcon, un profesor de derecho de la Universidad de Liubliana, instó a la despenalización de la homosexualidad como uno de los miembros de la Comisión para la Adopción del Derecho Penal de la República Socialista de Eslovenia. La Liga de los Comunistas de Yugoslavia celebró debates sobre el tema al menos en tres ocasiones hasta 1976, cuando solicitó la despenalización en todas las repúblicas. Los primeros entes federales que despenalizaron la homosexualidad fueron las Repúblicas Socialistas de Croacia, Eslovenia, Montenegro y la Provincia Autónoma Socialista de Vojvodina en 1977. Otras partes de la Federación lo hicieron tras la disolución de Yugoslavia: Serbia (excluyendo Voivodina) en 1994, Macedonia en 1997 y finalmente Bosnia y Herzegovina (tanto la Federación de Bosnia y Herzegovina como la República Srpska ) en 1998.

### Activismo LGBT
El primer festival de cultura gay en Yugoslavia, de seis días de duración, se organizó en abril de 1984 en Liubliana. Ese mismo año, se fundó Magnus, la primera organización gay de Ljubljana y, en 1987, Lezbijska Lilit (LL), la primera organización lesbiana. En 1985 se realizó la primera transmisión de radio regular abordando la temática gay, entre otros grupos marginados, en el programa Frigidna utičnica (en castellano, Zócalo frígido) en la emisora Omladinski, con sede en Zagreb, cuyo presentador Toni Marošević era abiertamente homosexual. Debido a la desaprobación delVečernji list y del programa Večernje novosti, se eliminó rápidamente de la programación de la estación radiofónica. En su proclama de 1986, la organización Magnus exigió la introducción de la prohibición de la discriminación por motivos de orientación sexual en la Constitución yugoslava, la despenalización de la homosexualidad en toda Yugoslavia, la introducción de un plan de estudios que presentara la homosexualidad y la heterosexualidad en igualdad de condiciones y exigió una protesta del Gobierno Federal de Yugoslavia contra la República Socialista de Rumania, la Unión Soviética, Irán y otros países donde la homosexualidad todavía estaba criminalizada en ese momento. En 1990, en el Hotel Moskva en Belgrado, un popular punto de reunión gay en la década de 1970, un grupo de lesbianas y gays comenzó a organizar reuniones fundando en enero de 1991 la organización Arkadija.

### Temática LGBT en la cultura pop

#### Música
En la segunda mitad de la década de 1970 aparecieron las primeras canciones que abordaron temas de población lesbiana y gay. Eran muy variadas en género, desde el rock, el post-punk, el electropop hasta la música folclórica tradicional. Algunas de las canciones más populares con temas LGBT son "Neki dječaci" (Algunos chicos) de Prljavo kazalište, la canción de 1982 "Moja prijateljica" (Mi amigo) de Xenia, "Preživjeti" (Sobrevivir) de KUD Idijoti, la canción de 1974 " Ramu Ramu" de Muharem Serbezovski, la canción de 1980 "Retko te viđam sa devojkama" (Rara vez te veo con chicas) de Idoli, "Javi mi" (Notify Me) de Zabranjeno Pušenje y "Balada o tvrdim grudima" (Una balada sobre pechos duros) por Šarlo Akrobata.